# Petr Kotik
Petr Kotik (ur. 27 stycznia 1942 w Pradze) – czeski kompozytor i flecista.

## Życiorys
Uczył się gry na flecie u Františka Čecha w Konserwatorium Praskim (dyplom 1962). Lekcje kompozycji pobierał prywatnie u Jana Rychlíka. W latach 1963–1966 studiował kompozycję u Karla Schiskego, Hannsa Jelinka i Friedricha Cerhy oraz grę na flecie u Hansa Reznicka w Konserwatorium Wiedeńskim. Założył i prowadził zespoły muzyki współczesnej Musica Viva Pragensis (1961–1964) i Quax (1966–1969).
W 1969 roku wyemigrował do Stanów Zjednoczonych. W latach 1969–1974 pracował w Center of the Creative and Performing Arts na Uniwersytecie Stanu Nowy Jork w Buffalo, gdzie wykładał także grę na flecie (1971–1977) i kompozycję (1976–1977). W latach 1975–1976 gościnnie wykładał kompozycję na uniwersytecie w Toronto. W 1970 roku założył zespół S.E.M., z którym występował jako flecista. W 1977 roku otrzymał obywatelstwo amerykańskie.

## Wybrane kompozycje
(na podstawie materiałów źródłowych)

### Utwory orkiestrowe
- Congo na flet, obój, klarnet, fagot, altówkę, wiolonczelę i kontrabas (1962)
- Kontrapunkt II na flet altowy, rożek angielski, klarnet, fagot, altówkę i wiolonczelę (1962–1963)
- Spontano na fortepian i 10 instrumentów dętych (1964)
- 6 Plums na orkiestrę (1965–1968)
- Contraband na live electronics i 2–6 wykonawców (1967)
- Aria, utwór na taśmę (1969)
- Alley na zespół instrumentalny (1969–1970)
- There Is Singularly Nothing na zespół o zmiennej obsadzie (1972; wersja zrewid. pt. There Is Singularly Nothing II na głosy i instrumenty 1995)
- John Mary na 2 głosy, 3 instrumenty i perkusję (1973–1974)
- Many Many Women na 2, 4 lub 6 śpiewaków i 2, 4 lub 6 instrumentów (1975–1978)
- Drums na zespół perkusistów (1977–1981)
- Explorations in the Geometry na zespół wokalny (1978–1982)
- August/October na altówkę lub wiolonczelę i zespół (1981; wersja zrewid. pt. Apparent Orbit 1981–1985)
- Music na instrumenty dęte (1981–1982)
- Solos and Incidental Harmonies na flet, skrzypce i 2 perkusistów (1983–1984)
- Integrated Solo na flet, tamburyn, trąbkę i instrument klawiszowy (1986–1988)
- Wilsie Bridge na instrumenty dęte, instrumenty klawiszowe i perkusję (1986–1987)
- Letters to Olga na 5 głosów, flet, trąbkę i 3 gitary (1989–1991)
- I Kwartet smyczkowy (2009)
- II Kwartet smyczkowy (2012)
- opera Master-Pieces (2015)